# Mantelvrålapa
Mantelvrålapa (Alouatta palliata) är en primat i släktet vrålapor som förekommer i Central- och Sydamerika. Namnet syftar på rödaktiga hår vid båda sidor av kroppen.

## Utseende och anatomi
Mantelvrålapor är stora och robusta primater. De når en kroppslängd mellan 46 och 63 cm och därtill kommer en 55 till 70 cm lång svans. Hannar är något större än honor och de är med en vikt mellan 4,5 och 9,8 kg tydlig tyngre än honor som bara når 3,1 till 7,6 kg. Pälsen har huvudsakligen en svart färg med undantag av rödgyllene hårstrån vid sidorna som påminner om en mantel. Ansiktet saknar hår och är likaså svart. Håren vid hakan är hos hannar förlängda, liksom ett skägg.
Tungbenet och struphuvudets sköldbrosk (cartilago thyroidea) är liksom hos andra vrålapor förstorade för att åstadkomma höga ljud. Hannarnas scrotum är hos vuxna individer påfallande vit. Svansen används som gripverktyg. Den saknar därför hår vid slutets undersida.

## Utbredning och habitat
Artens utbredningsområde sträcker sig från Mexiko (vid Mexikanska golfens södra kustlinje) över Honduras och södra delar av Centralamerika till Colombias och Ecuadors västra kustlinje. Mantelvrålapan saknas däremot på Yucatánhalvön och i Guatemala. Habitatet utgörs av olika sorters skogar, som regnskogar eller mangroveskogar, upp till 2 000 meter över havet.

## Levnadssätt

### Aktivitet, föda och socialt beteende
Individerna är främst aktiva på dagen och vistas vanligen i träd. De vandrar ibland över marken och har simförmåga. Mantelvrålapor utför långsamma rörelser vid klättringen för att spara energi. När de äter hänger de ofta ner från en gren och håller sig fast med handen eller svansen. Den begränsade rörligheten beror på deras näringsfattiga föda som utgörs främst av blad och i mindre mått av frukter och blommor.
Mantelvrålapor bildar flockar med vanligen 10 till 20 medlemmar. En grupp bildas oftast av 1 till 3 hannar, 5 till 10 honor och deras ungar. När flocken eller andelen av individer från hankön blir för stort eller lämnar några ungar gruppen – mer eller mindre frivillig. Bland båda kön upprättas en hierarki som styr företräde vid födan och vid parningen.
Individerna vrålar främst på morgonen för att visa sin position för andra flockar. Även individer som fick lämna sin flock hittar på så sätt en ny grupp.

### Fortplantning
Hos arten finns inga avgränsade parningstider. När honor är parningsberedda avsöndrar de kemiska signaler som hannen upptar genom att lukta på honans genitaler och urin. Dessutom utför båda kön typiska rörelser av tungan före kopulationen.
Dräktigheten varar i ungefär 6 månader och sedan föds vanligen ett enda ungdjur. Nyfödda ungar väger cirka 0,4 kg och har en silveraktig till gulbrun päls. Bara honan är ansvarig för ungens uppfostring och ungen håller sig de första två månader alltid i moderns närhet. Könsmognaden infaller för honor efter cirka 36 månader och för hannar efter cirka 42 månader.

## Hot
Mantelvrålapor hotas i viss mån av jakt och habitatförstörelse. IUCN listar arten som sårbar (vulnerable).